# Alex Ruff
Pour les articles homonymes, voir Ruff.
Alex Ruff (né en 1974 à Owen Sound) est un homme politique canadien de l'Ontario. Il est député fédéral conservateur de la circonscription ontarienne de Bruce—Grey—Owen Sound depuis 2019.

## Biographie
Né à Owen Sound en Ontario, Ruff grandit sur une ferme près de Tara (en) et est le fils ainé d'une famille de 5 enfants. Il étudie à la Arran-Tara Elementary School et à la Chesley District High School. Il gradue du Collège militaire royal du Canada en 1997 avec une mention d'honneur en science spatiale.

### Carrière militaire
Officier d'infanterie avec le Régiment royal canadien pendant une carrière de 25 ans, Ruff est positionné dans la garnison Petawawa, à Kingston, à la base de Gagetown, au Canadian Forces College (en) de Toronto et au Commandement des Forces d'opérations spéciales du Canada ainsi qu'au Commandement des opérations interarmées du Canada tous deux basés à Ottawa.
Déployé durant six opérations, il participe à l'Opération Récupération à la suite de la tempête de verglas dans l'est de l'Ontario et le sud-ouest du Québec (1998), deux fois à la Force de stabilisation en Bosnie-Herzégovine par l'Opération Palladium (1998-1999 et 2001), deux fois à l'Opération Athéna à Kandahar (2007) et Kaboul (2012) en Afghanistan et aux forces spéciales durant l'Opération Inherent Resolve à Bagdad en Irak (2018-2019). Il prend sa retraite des Forces armées canadiennes tôt en 2019.

### Carrière politique
Élu en 2019, il est réélu en 2021 et en 2025.